# Księżycowe jaskinie lawowe

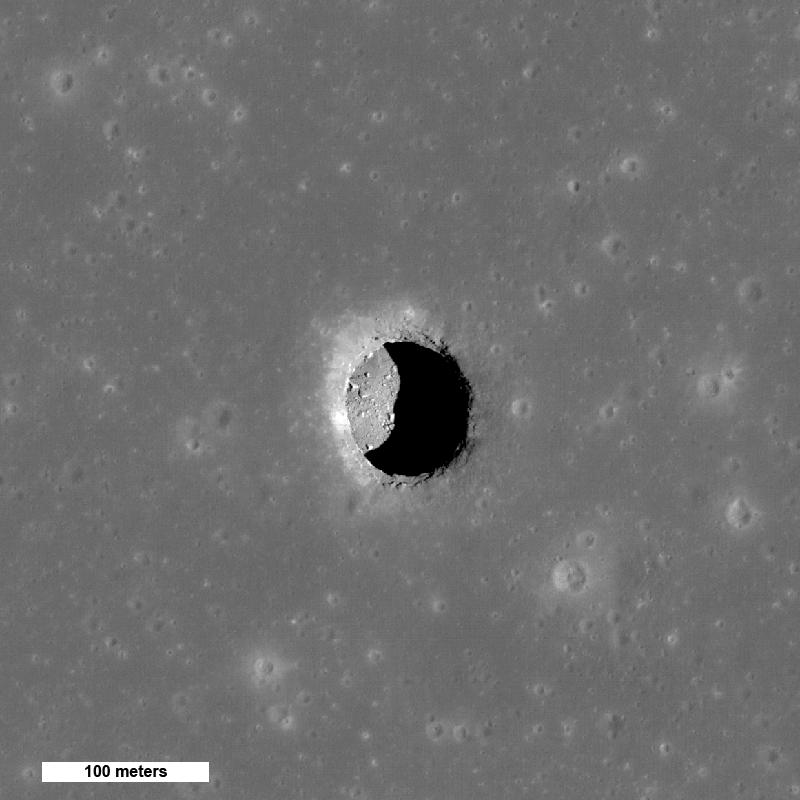
Widok na 100-metrowy krater księżycowy w południe, który może zapewniać dostęp jaskiń lawowych

Księżycowe jaskinie lawowe to tunele na Księżycu, które, jak się uważa, powstały podczas przepływów lawy bazaltowej. Gdy powierzchnia jaskini stygnie, lawa tworzy utwardzoną pokrywkę, w której następuje ciągły przepływ lawy w podłużnych kanałach pod powierzchnią. Gdy strumień lawy słabnie, tunel może się osuszyć, tworząc pustą przestrzeń. Kanały powstają na powierzchniach o nachyleniu w zakresie od 0,4° do 6,5°. 
Księżycowe jaskinie lawowe mogą osiągać szerokość nawet 500 m zanim staną się niestabilne i zapadną się pod wpływem grawitacji. Jednak stabilne jaskinie mogą nadal ulec zniszczeniu przez zdarzenia sejsmiczne lub meteory.  
Istnienie kanału lawowego jest czasem ujawniane przez obecność „świetlika”, miejsca, w którym zapadł się dach jaskini, pozostawiając okrągły otwór, który może być obserwowany przez orbitery księżycowe.   

## Dowody obserwacyjne

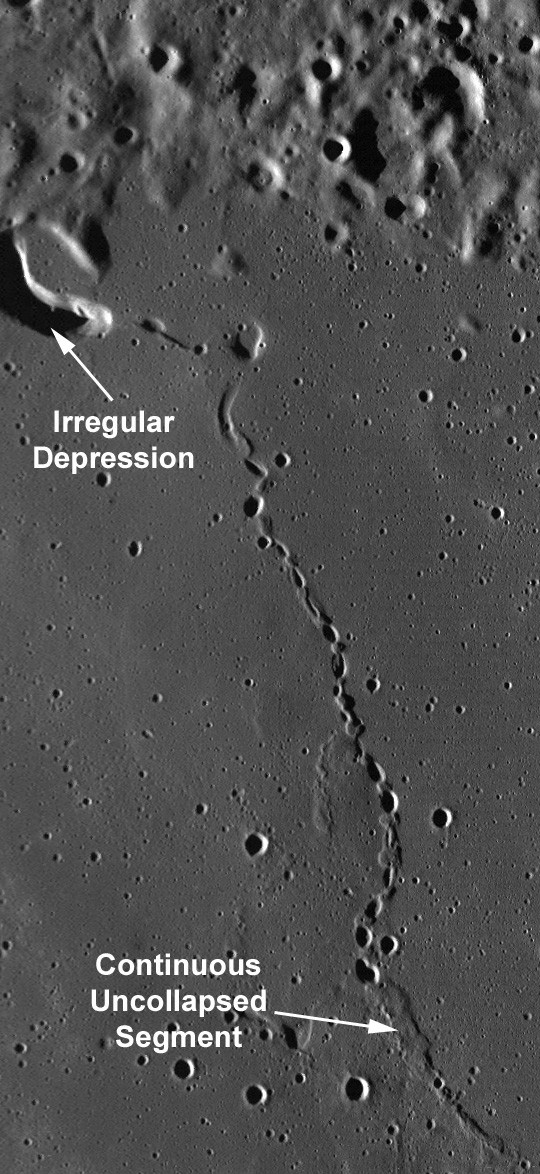
Falisty łańcuch zapadniętych jam przechodzący w ciągły, nie zapadnięty segment księżycowej jaskini lawowej. Łańcuch ma około 50 km długości.

Obszar z lawą i wąwozami to region Marius Hills. W 2008 r. japoński statek kosmiczny Kaguya odkrył otwór w lawie w tym obszarze. Świetlik został sfotografowany bardziej szczegółowo w 2011 r. Przez Lunar Reconnaissance Orbiter, pokazując zarówno 65-metrowy szyb, jak i podłogę jaskini około 36 metrów poniżej.   Hadley Rille mógł być częściowo zadaszonym kanałem lawowym, którego niektóre części się zawaliły.  W Mare Serenitatis mogą znajdować się również jaskinie lawowe.     
Lunar Reconnaissance Orbiter zobrazował ponad 200 dołków, które wyglądają, na świetliki w pustych przestrzeniach lub jaskiniach, o średnicy od około 5 m (16 stóp) do ponad 900 m (3000 stóp), chociaż niektóre z nich mogą być śladami po przepływie lawy a nie świetlikami wulkanicznymi. 
Orbiter Chandrayaan-1 zobrazował księżycową rillę, utworzoną przez starożytny księżycowy przepływ lawy, z niezawalonym segmentem wskazującym prawdopodobną obecność jaskini lawowej w pobliżu równika księżycowego, mierzącą około 2 km długości i 360 m szerokości.   
Obserwacje grawitometryczne statku kosmicznego GRAIL sugerują obecność księżycowych kanałów lawowych o szerokości ponad 1 km. Zakładając stosunek szerokości do wysokości 3 : 1, taka konstrukcja może pozostać stabilna przy suficie, którego grubość wynosi 2 m.  Jaskinie lawowe przynajmniej 500 m pod ziemią mogą teoretycznie pozostawać stabilne przy szerokości do 5 km.

## Proponowana eksploracja
Kilka grup zaproponowało misje robotów w celu zbadania księżycowych i marsjańskich kanałów lawowych.   
Misja „Moon Diver” prowadzona przez Laurę Kerber proponuje wysłanie dwukołowego łazika AXEL extreme-terrain rover, opracowanego przez NASA-JPL, do dołu księżycowego w celu zbadania historii księżycowego morza i erupcji bazaltu powodziowego.

## Tereny dla siedlisk ludzkich
Kanały lawy księżycowej mogą potencjalnie służyć jako osłony dla siedlisk ludzkich. Tunele większe niż 300 m średnicy mogą istnieć, leżąc poniżej 40 m bazaltu lub więcej o stabilnej temperaturze −20 °C.  Te naturalne tunele zapewniają ochronę przed promieniowaniem kosmicznym, promieniowaniem słonecznym, meteorytami, mikrometeorytami i odłamkami powstałymi przy ich uderzeniach. Są one chronione przed zmianami temperatury na powierzchni Księżyca, co zapewniłoby mieszkańcom stabilne środowisko.  Jaskinie lawowe na księżycu zwykle znajdują się wzdłuż granic między morzami a regionami górskimi. Zapewniłyby więc łatwy dostęp do wzniesionych regionów w celu komunikacji, bazaltowych równin dla miejsc lądowania i zbiorów regolitu do zbierania oraz podziemnych zasobów mineralnych.  